# Marc Allégret
Marc Henri Noël Allégret (Basilea, 22 de desembre de 1900 - París, 3 de novembre de 1973) va ser un director de cinema i fotògraf suís que va realitzar la major part del seu treball a França.
El 1917 coneix a l'escriptor francès André Gide, qui s'enamora d'ell i el porta en qualitat de secretari primer a Anglaterra i després al Congo. Allégret va ser la inspiració del personatge d' Olivier en l'obra Els moneders falsos d'André Gide. Després del viatge al Congo, on Allégret va tenir accés carnal a dones congoleses, la relació de tots dos es va trencar, si bé van continuar sent amics.
Allégret va destacar com a descobridor d'actors amb talent que més tard van arribar a ser estrelles com Michèle Morgan, Jean-Paul Belmondo, Raimu, Gérard Philipe, Danièle Delorme, Louis Jourdan i Roger Vadim, que va ser el seu assistent de direcció.
Va ser el germà gran del director de cinema negre Yves Allégret i l'oncle de Catherine Allégret, la filla de Simone Signoret i d'Yves Allégret.

## Filmografia
- 1927: Voyage au Congo (documental)
- 1927: En Tripolitaine (Les Troglodythes) (documental)
- 1928: L'Île de Djerba (documental)
- 1928: Les Chemins de fer belges (documental)
- 1929: Papoul ou l'Agadadza (migmetratge)
- 1930: La Meilleure Bobonne (curtmetratge)
- 1931: Mam'zelle Nitouche
- 1931: J'ai quelque chose à vous dire (curtmetratge)
- 1931: Attaque nocturne (curtmetratge)
- 1931: Le Collier (pel·lícula de 1931) (curtmetratge)
- 1931: Isolons-nous Gustave (curtmetratge)
- 1931: Les Quatre Jambes (curtmetratge)
- 1931: Les Amours de minuit
- 1931: Le Blanc et le Noir
- 1932: La Petite Chocolatière
- 1932: Fanny
- 1934: Zouzou
- 1934: L'Hôtel du libre échange
- 1934: Lac aux dames
- 1934: Sans famille
- 1935: Les Beaux Jours
- 1936: Sous les yeux d'Occident
- 1936: Aventure à Paris
- 1936: Les Amants terribles (de Noël Coward)
- 1937: Gribouille
- 1937: La Dame de Malacca
- 1937: Andere Welt
- 1938: Orage
- 1938: Entrée des artistes
- 1939: Le Corsaire (inacabada)
- 1941: Parade en 7 nuits
- 1942: L'Arlésienne
- 1942: La Belle Aventure
- 1943: Les Deux timides - non crédité -
- 1944: Les Petites du quai aux fleurs
- 1945: Félicie Nanteuil
- 1946: Lunegarde
- 1946: Pétrus
- 1948: La mansió dels Fury
- 1950: Maria Chapdelaine
- 1951: Blackmailed
- 1952: Avec André Gide (documental)
- 1952: Occultisme et Magie (documental)
- 1952: La Demoiselle et son revenant
- 1953: Julietta
- 1954: L'amante di Paride (L'Eterna femmina)
- 1955: Futures Vedettes
- 1955: L'Amant de lady Chatterley
- 1956: En effeuillant la marguerite
- 1957: L'amour est en jeu
- 1958: Sois belle et tais-toi
- 1958: Un drôle de dimanche
- 1959: Les Affreux
- 1961: Les Démons de minuit
- 1962: Les Parisiennes
- 1963: L'Abominable Homme des douanes
- 1966: Lumière (documental - court métrage)
- 1966: Bibliothèque d'enfant
- 1967: Exposition 1900 (documental)
- 1968: Lumière (documental - moyen métrage)
- 1968: Début de siècle (documental)
- 1968: La Grande-Bretagne et les États-Unis de 1896 à 1900 (documental)
- 1968: Jeunesse de France (documental)
- 1969: L'Europe continentale avant 1900 (documental)
- 1969: L'Europe méridionale au temps des rois (documental)
- 1970: Le Bal du comte d'Orgel